# John Travolta
John Joseph Travolta (Englewood, 18 febbraio 1954) è un attore e cantante statunitense.
Ha ottenuto fama internazionale con i film La febbre del sabato sera (1977), per il quale ha ricevuto una candidatura per l'Oscar al miglior attore, e Grease (Brillantina) (1978). Nel 1994 ha interpretato Vincent Vega nel film Pulp Fiction, ricevendo una seconda candidatura all'Oscar al miglior attore. Nel 1995 si è aggiudicato il Golden Globe per il miglior attore in un film commedia o musicale per la sua interpretazione in Get Shorty. Ha ricevuto infine altre due candidature ai Golden Globe per i film I colori della vittoria (1998) e Hairspray - Grasso è bello (2007).
In campo televisivo, è noto per la sua interpretazione di Robert Shapiro nella serie antologica American Crime Story (2016), per la quale ha ottenuto il plauso della critica e una candidatura al Premio Emmy nella categoria miglior attore non protagonista in una miniserie o film.

## Biografia
Travolta nasce a Englewood, nel New Jersey, ultimogenito dei sei figli di Salvatore "Sam" Travolta (1912-1995), coproprietario di una ditta di pneumatici, la Travolta Tyre Exchange, ed ex giocatore semiprofessionista di football d'origini italiane (la famiglia di Salvatore era originaria di Godrano, comune dell'odierna Città metropolitana di Palermo), e di Helen Cecilia Burke (1912-1978), una docente di inglese e di arte drammatica d'origini irlandesi, in passato un'attrice e cantante con il gruppo musicale radiofonico delle The Sunshine Sisters; fu per merito della madre, infatti, che i piccoli Travolta ebbero modo di crescere e formarsi a contatto con la musica e l'arte. Travolta cresce in un quartiere della città quasi esclusivamente irlandese-americano, venendo, per sua stessa ammissione, maggiormente a contatto con le sue radici irlandesi che con quelle italiane a casa. Educato in famiglia come cattolico, nel 1975 diventa un membro attivo di Scientology.
Travolta ed i suoi fratelli solevano esibirsi ogni settimana in recite, con le quali intrattenevano amici e vicini di casa. A dodici anni, viene incoraggiato dai genitori a prendere lezioni di tip-tap da Fred Kelly, fratello del celebre Gene. In seguito, recita in alcuni musical di quartiere. Nel 1971, dopo aver frequentato la Dwight Morrow High School, abbandona gli studi per potersi dedicare alla propria carriera artistica a tempo pieno.

### L'esordio a Broadway e i primi ruoli

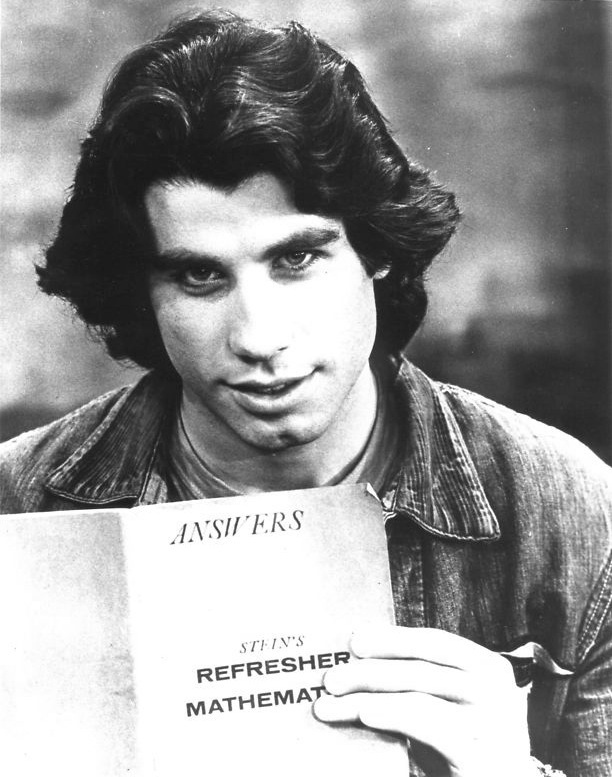
John Travolta in I ragazzi del sabato sera (1976)

Alla ricerca di un lavoro nel teatro, Travolta ottiene un ruolo nella compagnia itinerante del musical Grease (1971) e prosegue calcando le scene di Broadway con lo spettacolo Rain; il grande successo teatrale ottenuto con Grease lo porta in giro per tutti gli Stati Uniti, e successivamente a trasferirsi a Los Angeles per proseguire la sua carriera da attore. È sua madre Helen a spronarlo a frequentare corsi di recitazione a New York.
Nel 1975 riesce a farsi notare nel film Il maligno, dove ottiene il suo primo ruolo di rilievo. Nel 1976, all'età di 22 anni, Travolta ha il suo primo ruolo da protagonista, entrando a far parte del cast della serie TV I ragazzi del sabato sera, dove interpreta Vinnie Barbarino, uno studente italiano dalla vena poetica, che si diverte a insultare il prossimo in rima. In quello stesso anno veste anche i panni di Billy Nolan nel film horror Carrie - Lo sguardo di Satana, adattamento cinematografico dell'omonimo romanzo di Stephen King.

### Il successo mondiale

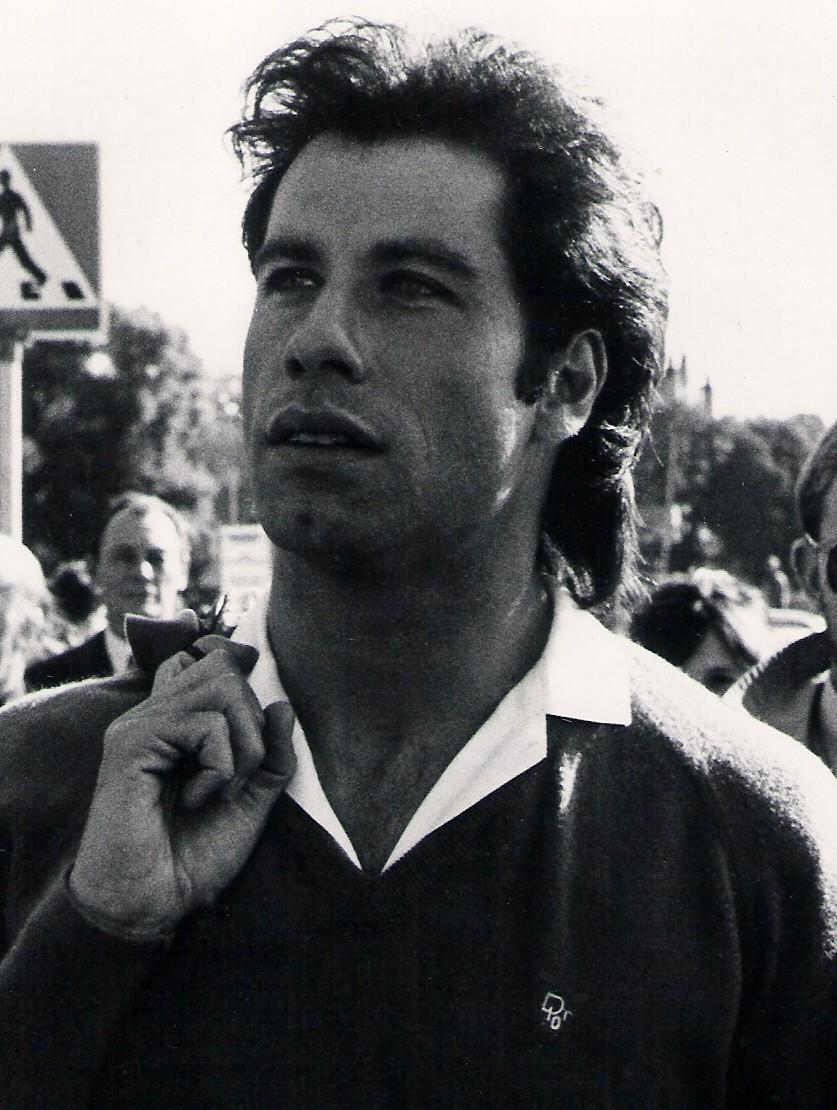
John Travolta nel 1983

Il regista John Badham rimane impressionato dalla prestazione teatrale di Travolta, trae spunto dalla sua interpretazione e lo sceglie come protagonista per il suo successivo film. Travolta incontra il successo quando è protagonista del cult La febbre del sabato sera (1977), nei panni di Tony Manero, un commesso italo-americano, che cerca il suo riscatto il sabato sera nelle discoteche newyorkesi. Con questa pellicola, l'attore riesce a incrementare ulteriormente la sua notorietà, ottenendo anche la sua prima candidatura agli Oscar del 1977. Il film si rivela un enorme successo in tutto il mondo, e diviene un'icona degli anni della disco music; grazie a questa pellicola, John Travolta diventa un divo di fama mondiale.
Il successo si ripete anche nel 1978, quando viene contattato da Randal Kleiser per interpretare il ruolo di Danny Zuko nel film Grease, trasposizione cinematografica dell'omonimo musical, e dove recita insieme a Olivia Newton-John. Il successo è senza precedenti: la pellicola, ambientata negli Stati Uniti degli anni cinquanta, ottiene cinque candidature ai Golden Globe nel 1979 e la colonna sonora vende oltre 25 milioni di copie nel mondo, diventando la più venduta nella storia della musica. Il brano You're the One That I Want, un duetto tra Travolta e la Newton-John, vende oltre 7 milioni di copie globalmente, e rimane in vetta alle classifiche musicali di Stati Uniti e Regno Unito.
Negli anni successivi la sua carriera subisce una brusca frenata. Fra i film interpretati, che non riscuotono il successo di pubblico e critica sperato, si ricordano Urban Cowboy (1980), Blow Out (1981), il seguito di La febbre del sabato sera, Staying Alive (1983) di Sylvester Stallone, nonché Due come noi (1983), che lo vede di nuovo in coppia con Olivia Newton-John dopo Grease. Nello stesso periodo l'attore rifiuta alcune proposte che peseranno sulla sua carriera, tra cui American Gigolò (1980) e Ufficiale e gentiluomo (1982), pellicole che rendono famoso Richard Gere.

### La rinascita conPulp Fictione altre collaborazioni

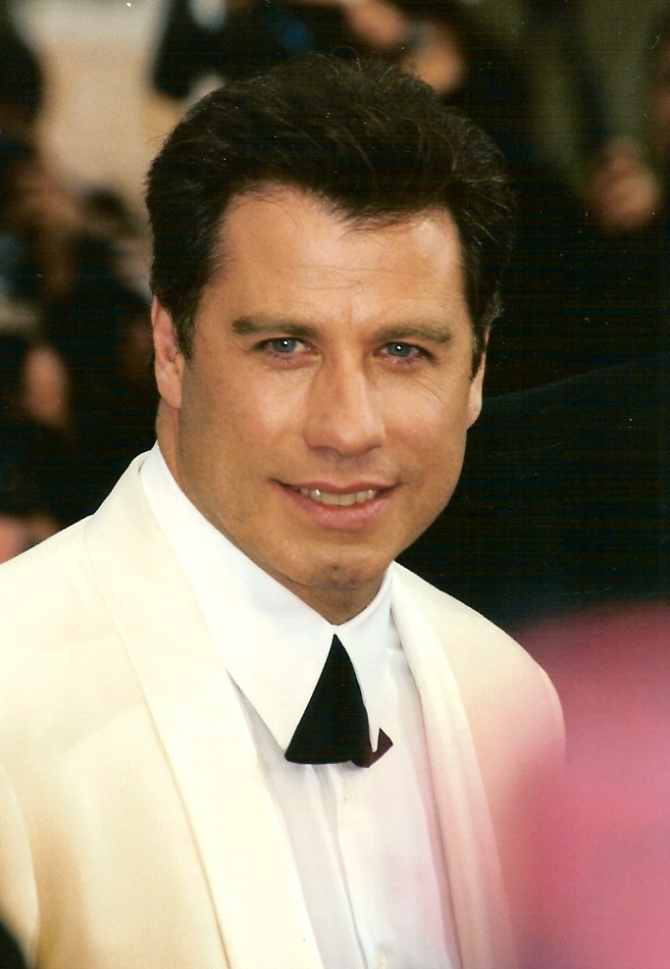
John Travolta nel 1997

Nel 1989 recita in Senti chi parla accanto a Kirstie Alley; il film riscuote un grande successo e incassa oltre 297 milioni di dollari in tutto il mondo, divenendo il secondo maggior successo nella carriera di Travolta dai tempi di Grease; successivamente recita nei due seguiti del film: Senti chi parla 2 (1990) e Senti chi parla adesso! (1993). Nel 1989 partecipa, inoltre, al video musicale del singolo Liberian Girl di Michael Jackson.
La sua carriera ha una nuova importante svolta nel 1994, quando Quentin Tarantino lo vuole per il sorprendente ruolo del gangster Vincent Vega in Pulp Fiction, un cult movie che regala a Travolta una seconda giovinezza artistica, fruttandogli anche la sua seconda candidatura agli Oscar.
Il ruolo insolito nel film di Tarantino offre l'opportunità a Travolta di riacquistare grande popolarità e di venire scritturato per i film Get Shorty (1995) e Phenomenon (1996). Con il successo di queste pellicole, Travolta torna a essere uno degli attori più richiesti, come ai tempi di La febbre del sabato sera. Successivamente partecipa ad altri importanti film come Mad City - Assalto alla notizia (1997) insieme a Dustin Hoffman, Face/Off - Due facce di un assassino (1997), accanto a Nicolas Cage, La figlia del generale (1998), altro sostanzioso successo al botteghino e di critica, e A Civil Action (1998), accanto a Robert Duvall.

### Il nuovo millennio e altri progetti
Nel 2000 vince il Razzie Awards per la peggiore interpretazione dell'anno in due film, Battaglia per la Terra e Magic Numbers - Numeri magici. Per il primo, riceve anche il Razzie Awards alla peggior coppia, un premio singolare vinto, come spiegato nella motivazione, dall'attore e da chiunque abbia recitato con lui nel film. Nel 2007 torna al musical recitando nel film Hairspray - Grasso è bello, nel ruolo di Edna Turnblad, una formosa donna madre della protagonista; anche questo film si rivela un grande successo al botteghino. Nel 2010 è protagonista con Jonathan Rhys Meyers in From Paris with Love, del regista Pierre Morel. Nel 2016 è tra i protagonisti di American Crime Story, spin-off della serie horror antologica American Horror Story.
Nel 2022 partecipa allo spot-parodia di God of War Ragnarok.

## Vita privata

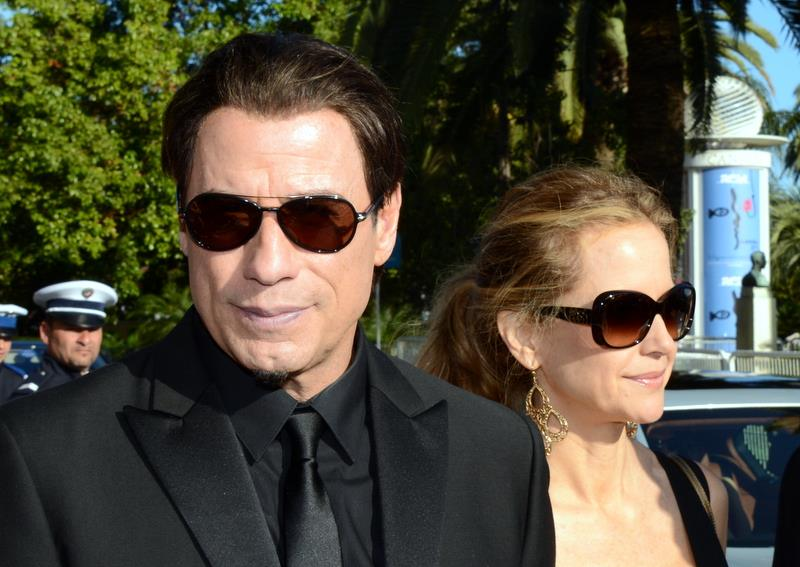
John Travolta con la moglie Kelly Preston al Festival di Cannes 2014

Sul set del film televisivo The Boy in the Plastic Bubble (1976), Travolta conosce l'attrice Diana Hyland, a cui rimane legato fino al 1977, quando lei muore per un cancro al seno.
Negli anni novanta Travolta si sposa due volte con l'attrice Kelly Preston, conosciuta sul set del film Gli esperti americani. La cerimonia deve essere ripetuta: la prima, officiata il 5 settembre 1991 da un ministro della chiesa di Scientology, non è riconosciuta valida sul piano legale; la seconda, questa volta legalmente valida, è officiata nel corso dello stesso mese. Dal matrimonio nascono tre figli: Jett (1992-2009), Ella Bleu (2000) e Benjamin (2010). La figlia Ella debutta nel mondo del cinema nel 2010, al fianco del padre nel film Daddy Sitter. Il 12 luglio 2020 John Travolta annuncia la morte della moglie, Kelly Preston, avvenuta a causa di un cancro al seno.

### La morte del figlio Jett
Il 2 gennaio 2009, mentre è in vacanza con la famiglia alle Bahamas, il figlio sedicenne Jett muore  per cause non ben precisate (probabilmente un attacco cardiaco oppure una crisi epilettica). Il giovane viene rinvenuto in bagno privo di coscienza e con un trauma cranico, dovuto alla caduta contro la vasca da bagno. Nonostante i soccorsi e il trasporto d’urgenza al Rand Memorial Hospital di Freeport, non c’è stato nulla da fare. La famiglia dichiara che Jett soffriva della sindrome di Kawasaki, una malattia rara che provoca l'infiammazione dei vasi sanguigni nei bambini e che, in forma grave, può causare seri problemi al cuore. Molti accusarono Travolta di non aver mai ammesso che il figlio fosse autistico, cosa per cui in precedenza era stato criticato anche dal Sunday Telegraph e dall'Hollywood Interrupted, ma l'attore ha sempre smentito. Il 10 aprile 2006 la Hollywood Interrupted aveva chiesto pubblicamente alla coppia di curare il figlio privatamente e la moglie Kelly Preston ha confermato l'autismo del figlio. L'anno dopo, il fratello Joey ha prodotto un documentario sull'autismo.

## Passione per l'aviazione
Travolta, grande appassionato di aviazione, ha ottenuto l'abilitazione di pilota di linea ed è proprietario di ben tre velivoli che pilota personalmente: un Gulfstream, un Learjet e un Boeing 707 acquistato dalla compagnia aerea australiana Qantas. Per questo motivo la famiglia Travolta risiede in una villa facente parte di un villaggio residenziale che comprende anche una pista di decollo a uso esclusivo dei residenti. Nel 2010 ha pilotato uno dei suoi aerei fino ad Haiti per portare aiuti umanitari alla popolazione locale in seguito al terremoto di Haiti.

## Filmografia

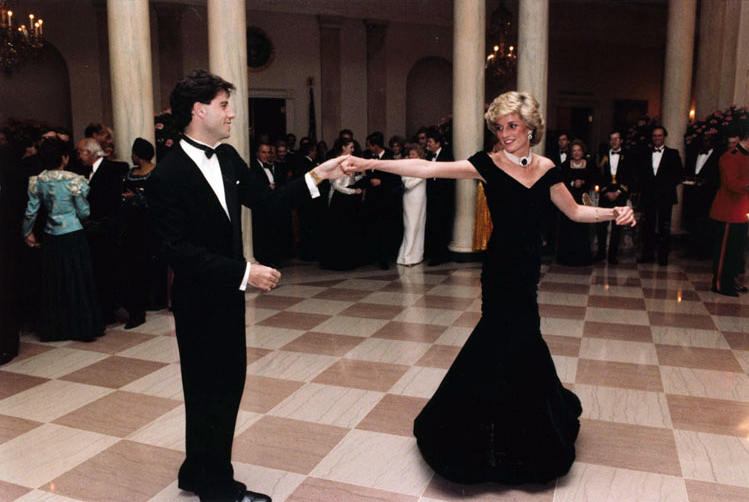
John Travolta mentre danza con la principessa Diana Spencer in una cena alla Casa Bianca nel 1985

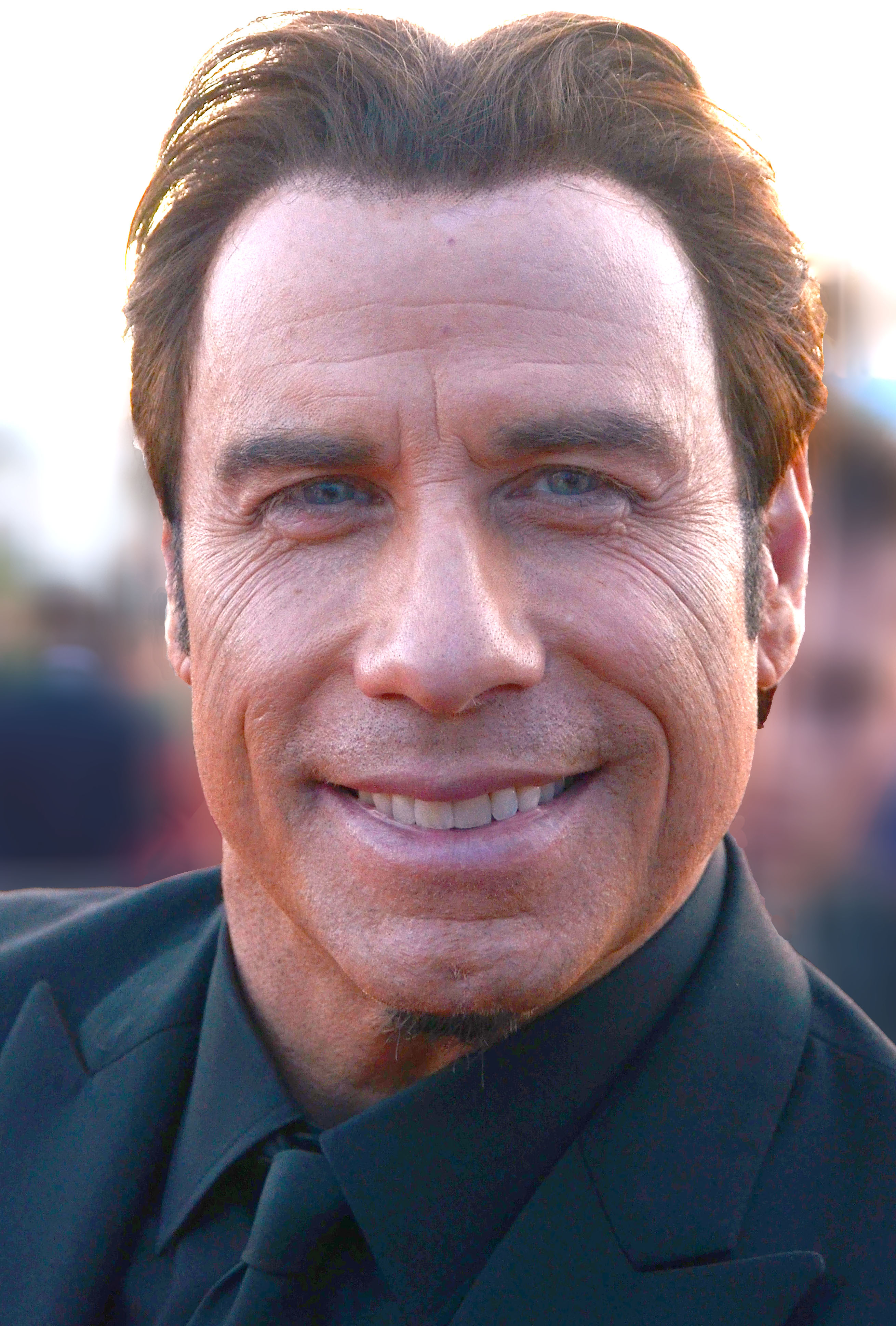
John Travolta nel 2013

### Attore

#### Cinema
- Il maligno (The Devil's Rain), regia di Robert Fuest (1975)
- Carrie - Lo sguardo di Satana (Carrie), regia di Brian De Palma (1976)
- La febbre del sabato sera (Saturday Night Fever), regia di John Badham (1977)
- Grease (Brillantina) (Grease), regia di Randal Kleiser (1978)
- Attimo per attimo (Moment by Moment), regia di Jane Wagner (1978)
- Urban Cowboy, regia di James Bridges (1980)
- Blow Out, regia di Brian De Palma (1981)
- Staying Alive, regia di Sylvester Stallone (1983)
- Due come noi (Two of a Kind), regia di John Herzfeld (1983)
- Perfect, regia di James Bridges (1985)
- Gli esperti americani (The Experts), regia di Dave Thomas (1989)
- Senti chi parla (Look Who's Talking), regia di Amy Heckerling (1989)
- Senti chi parla 2 (Look Who's Talking Too), regia di Amy Heckerling (1990)
- Teneramente in tre (Eyes of an Angel), regia di Robert Harmon (1991)
- Shout, regia di Jeffrey Hornaday (1991)
- Nella tana del serpente (Chains of Gold), regia di Rod Holcomb (1991)
- Senti chi parla adesso! (Look Who's Talking Now), regia di Tom Ropelewski (1993)
- Pulp Fiction, regia di Quentin Tarantino (1994)
- Il rovescio della medaglia (White Man's Burden), regia di Desmond Nakano (1995)
- Get Shorty, regia di Barry Sonnenfeld (1995)
- Nome in codice: Broken Arrow (Broken Arrow), regia di John Woo (1996)
- Phenomenon, regia di Jon Turteltaub (1996)
- Michael, regia di Nora Ephron (1996)
- She's So Lovely - Così carina (She's So Lovely), regia di Nick Cassavetes (1997)
- Face/Off - Due facce di un assassino (Face/Off), regia di John Woo (1997)
- Mad City - Assalto alla notizia (Mad City), regia di Costa-Gavras (1997)
- I colori della vittoria (Primary Colors), regia di Mike Nichols (1998)
- Welcome to Hollywood, regia di Adam Rifkin (1998) - se stesso
- La sottile linea rossa (The Thin Red Line), regia di Terrence Malick (1998)
- A Civil Action, regia di Steven Zaillian (1998)
- La figlia del generale (The General's Daughter), regia di Simon West (1999)
- Battaglia per la Terra (Battlefield Earth), regia di Roger Christian (2000)
- Magic Numbers - Numeri magici (Lucky Numbers), regia di Nora Ephron (2000)
- Codice: Swordfish (Swordfish), regia di Dominic Sena (2001)
- Unico testimone (Domestic Disturbance), regia di Harold Becker (2001)
- Austin Powers in Goldmember, regia di Jay Roach (2002) - cameo, se stesso
- Basic, regia di John McTiernan (2003)
- The Punisher, regia di Jonathan Hensleigh (2004)
- Una canzone per Bobby Long (A Love Song for Bobby Long), regia di Shainee Gabel (2004)
- Squadra 49 (Ladder 49), regia di Jay Russell (2004)
- Be Cool, regia di F. Gary Gray (2005)
- Lonely Hearts, regia di Todd Robinson (2006)
- Svalvolati on the road (Wild Hogs), regia di Walt Becker (2007)
- Hairspray - Grasso è bello (Hairspray), regia di Adam Shankman (2007)
- Pelham 123 - Ostaggi in metropolitana (The Taking of Pelham 123), regia di Tony Scott (2009)
- Daddy Sitter (Old Dogs), regia di Walt Becker (2009)
- From Paris with Love, regia di Pierre Morel (2010)
- Le belve (Savages), regia di Oliver Stone (2012)
- Killing Season, regia di Mark Steven Johnson (2013)
- The Forger - Il falsario (The Forger), regia di Philip Martin (2014)
- Life on the Line, regia di David Hackl (2015)
- Criminal Activities, regia di Jackie Earle Haley (2015)
- Nella valle della violenza (In a Valley of Violence), regia di Ti West (2016)
- Io sono vendetta - I Am Wrath (I Am Wrath), regia di Chuck Russell (2016)
- Gotti - Il primo padrino (Gotti), regia di Kevin Connolly (2018)
- Speed Kills, regia di Jodi Scurfield (2018)
- Trading Paint - Oltre la leggenda (Trading Paint), regia di Karzan Kader (2018)
- La rosa velenosa (The Poison Rose), regia di George Gallo, Francesco Cinquemani e Luca Giliberto (2019)
- The Fanatic, regia di Fred Durst (2019)
- Paradise City, regia di Chuck Russell (2022)
- Die Hart (Die Hart the Movie), regia di Eric Appel (2023)
- Mob Land, regia di Nicholas Maggio (2023)
- The Shepherd, regia di Alfonso Cuarón (2023) - cortometraggio
- Cash Out - I maghi del furto (Cash Out), regia di Randall Emmett (2024)

#### Televisione
- Squadra emergenza (Emercency!) – serie TV, episodio 2x02 (1972)
- Difesa a oltranza (Owen Marshall: Counselor at Law) – serie TV, episodio 2x13 (1972)
- A tutte le auto della polizia (The Rookies) – serie TV, episodio 2x04 (1973)
- Nightmare, regia di William Hale – film TV (1974) - non accreditato
- Medical Center – serie TV, episodio 6x14 (1974)
- Mr. T and Tina – serie TV, 1 episodio (1976)
- The Tenth Level, regia di Charles S. Dubin – film TV (1976) - non accreditato
- The Boy in the Plastic Bubble, regia di Randal Kleiser – film TV (1976)
- I ragazzi del sabato sera (Welcome Back, Kotter) – serie TV, 81 episodi (1975-1979)
- Basements, regia di Robert Altman – film TV (1987)
- Boris e Natasha, regia di Charles Martin Smith – film TV (1992)
- The Drew Carey Show – serie TV, 1 episodio (2001)
- Fat Actress – serie TV, 1 episodio (2005)
- Kirstie – serie TV, 1 episodio (2014)
- American Crime Story – serie TV, 10 episodi (2016)

### Videografia
- Liberian Girl di Michael Jackson (1989)

### Doppiatore
- Our Friend Martin, regia di Rob Smiley e Vincenzo Trippetti (1999)
- Magnificent Desolation: Walking on the Moon 3D, regia di Mark Cowen (2005) - documentario
- Bolt - Un eroe a quattro zampe (Bolt), regia di Byron Howard e Chris Williams (2008)

### Sceneggiatore
- Nella tana del serpente (Chains of Gold), regia di Rod Holcomb (1991)

## Discografia

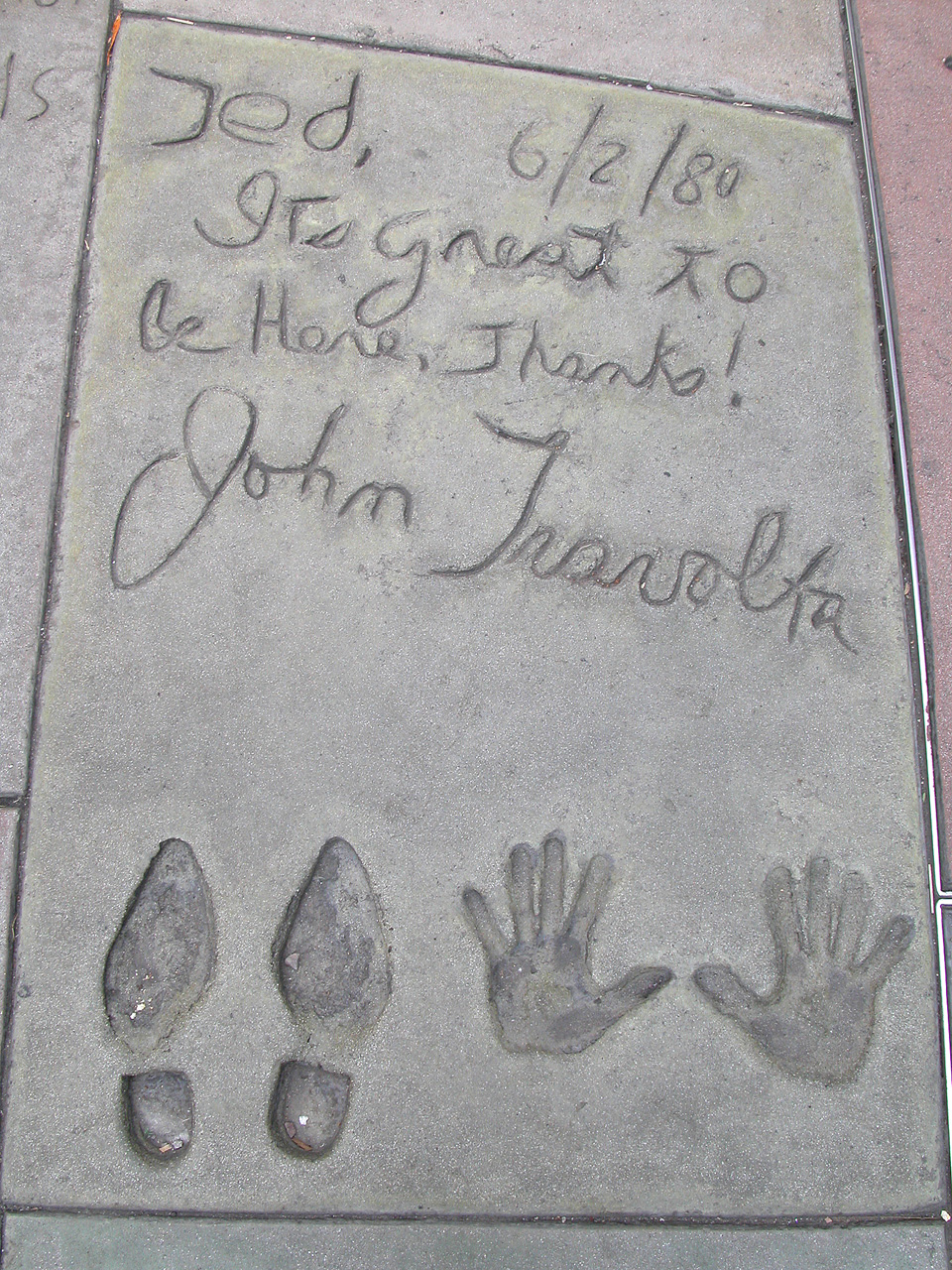
Le impronte di John Travolta sul piazzale del Grauman's Chinese Theatre, Los Angeles (California)

### Album
- Over Here! (album originale del cast) (1974)
- John Travolta (1976)
- Can't Let You Go (1977)
- Travolta Fever (1978)
- Grease (colonna sonora) (1978)
- The Road to Freedom (album realizzato per Scientology) (1986)
- Let Her In: The Best of John Travolta (1996)
- The Collection (2003)
- This Christmas (2012) - con Olivia Newton-John

### Singoli
- You Set My Dreams To Music (1969)
- Goodnight Mr. Moon (1969)
- Rainbows (1969)
- Settle Down (1970)
- Moonlight Lady (1971)
- Right Time Of The Night (1972)
- Big Trouble (1972)
- What Would They Say (1973)
- Back Doors Crying (1973)
- Dream Drummin' (1974)
- Easy Evil (1975)
- Can't Let You Go (1975)
- Let Her In (1976)
- Slow Dancin' (1976)
- It Had To Be You (1976)
- I Don't Know What I Like About You Baby (1976)
- Let Her In (1976)
- Baby, I Could Be So Good At Lovin' You (1977)
- Razzamatazz (1977)
- Sandy (1978)
- Greased Lightnin' (1978)
- Never Gonna Fall In Love Again (1980)
- I Thought I Lost You (ft. Miley Cyrus) (2008)

## Riconoscimenti
- Premio Oscar

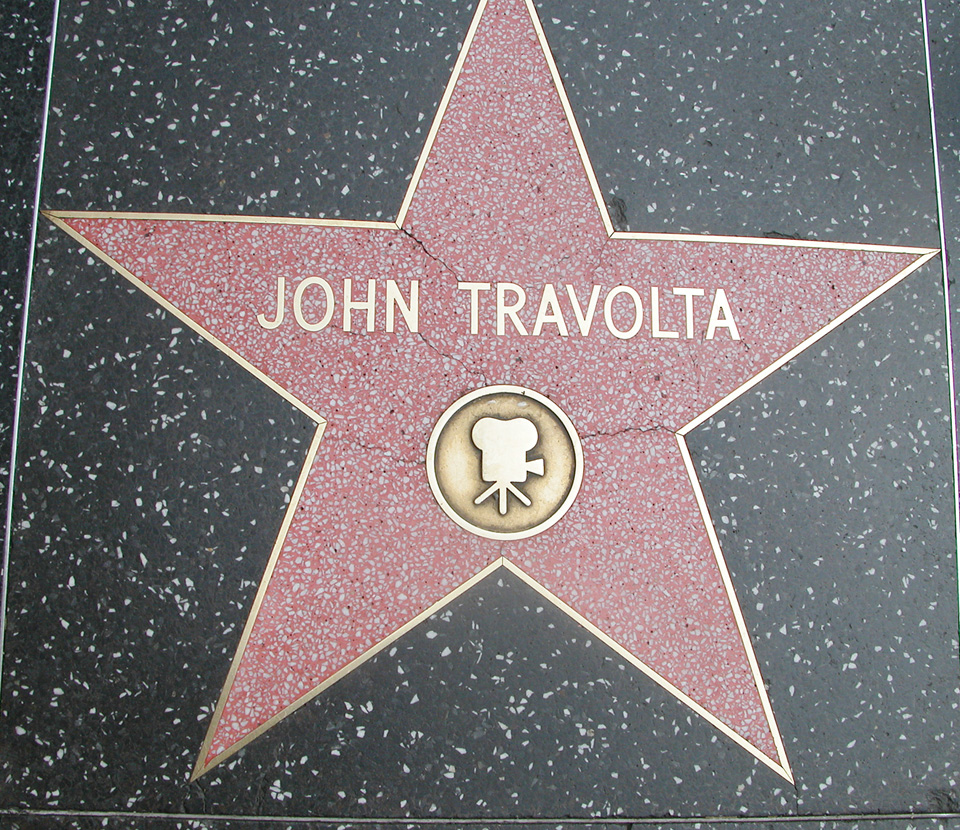
Stella di John Travolta sulla Hollywood Walk of Fame

  - 1978 – Candidatura al miglior attore per La febbre del sabato sera
  - 1995 – Candidatura al miglior attore per Pulp Fiction
- Golden Globe
  - 1978 - Candidatura al miglior attore in un film commedia o musicale per La febbre del sabato sera
  - 1979 - Candidatura al miglior attore in un film commedia o musicale per Grease (Brillantina)
  - 1995 - Candidatura al miglior attore in un film drammatico per Pulp Fiction
  - 1996 - Miglior attore in un film commedia o musicale per Get Shorty
  - 1999 - Candidatura al miglior attore in un film commedia o musicale per I colori della vittoria
  - 2008 - Candidatura al miglior attore non protagonista per Hairspray - Grasso è bello
  - 2017 - Candidatura al miglior attore non protagonista in una serie per American Crime Story
- National Board of Review Awards
  - 1977 - Miglior attore protagonista per La febbre del sabato sera
- New York Film Critics Circle Awards
  - 1977 - Nomination Miglior attore protagonista per La febbre del sabato sera
- National Society of Film Critics Awards
  - 1977 - Nomination Miglior attore protagonista per La febbre del sabato sera
- BAFTA
  - 1995 - Nomination Miglior attore protagonista per Pulp Fiction
- American Comedy Awards
  - 1996 - Miglior attore protagonista per Get Shorty
- Chicago Film Critics Association Awards
  - 1995 - Nomination Miglior attore protagonista per Pulp Fiction
- David di Donatello
  - 1995 - Miglior attore straniero per Pulp Fiction
- London Critics Circle Film Awards
  - 1995 - Attore dell'anno per Pulp Fiction
- Los Angeles Film Critics Association Awards
  - 1994 - Miglior attore per Pulp Fiction
- Razzie Awards
  - 2000 - Razzie Award al peggior attore protagonista per Battaglia per la Terra

## Doppiatori italiani
Nelle versioni in italiano delle opere in cui ha recitato, John Travolta è stato doppiato da:
- Claudio Sorrentino in Due come noi, Staying Alive, Pulp Fiction, Get Shorty, Nome in codice: Broken Arrow, Michael, She's so lovely - Così carina, Mad City - Assalto alla notizia, I colori della vittoria, La sottile linea rossa, A Civil Action, La figlia del generale, Battaglia per la Terra - Una saga dell'anno 3000, Magic Numbers - Numeri magici, Codice: Swordfish, Unico testimone, La febbre del sabato sera (ridoppiaggio), Grease (Brillantina) (ridoppiaggio), Austin Powers in Goldmember, Basic, Una canzone per Bobby Long, Be Cool, Hairspray - Grasso è bello, Pelham 123 - Ostaggi in metropolitana, Killing Season, Criminal Activities, American Crime Story, Io sono vendetta - I Am Wrath, Speed Kills, The Fanatic
- Roberto Chevalier in Perfect, Gli esperti americani, Senti chi parla, Senti chi parla 2, Nella tana del serpente, Teneramente in tre, Shout, Senti chi parla adesso!, Squadra 49, Fat Actress, Nella valle della violenza
- Paolo Marchese in Svalvolati on the road, Daddy Sitter, From Paris with Love, Le belve, The Forger - Il falsario, Gotti - Il primo padrino, Life on the Line, Trading Paint - Oltre la leggenda, Paradise City, Cash Out - I maghi del furto, Cash Out 2
- Flavio Bucci ne La febbre del sabato sera, Grease (Brillantina), Attimo per attimo
- Angelo Nicotra in Urban Cowboy, Blow Out, The Punisher
- Claudio Capone in Phenomenon, Face/Off - Due facce di un assassino
- Francesco Prando ne Il rovescio della medaglia, Mob Land
- Mauro Gravina in Carrie - Lo sguardo di Satana
- Antonio Colonnello ne I ragazzi del sabato sera
- Oreste Rizzini in Lonely Hearts
- Domenico Strati ne La rosa velenosa
- Gianluca Tusco in Die Hart

Da doppiatore è sostituito da:
- Raoul Bova in Bolt - Un eroe a quattro zampe